# Кіцак Віталій Михайлович
Віталій Михайлович Кіцак (нар. 16 жовтня 1975) — український, пізніше казахський футболіст, що виступав на позиції нападника та півзахисника. Відомий за виступами у клубах вищої ліги чемпіонату України «Волинь» та «Нива» (Вінниця), а також у низці клубів найвищого дивізіону Казахстану, де здобув титул чемпіона країни та двократного переможця Кубку Казахстану.

## Кар'єра футболіста
Віталій Кіцак є вихованцем ДЮСШ «Трудові резерви» у Львові, а розпочав професійну футбольну кар'єру виступами за клуб першої української ліги «Кристал» із Чорткова. За півроку на талановитого молодого футболіста звернули увагу представники вищолігового клубу «Волинь», у якому Кіцак дебютував у серпні 1993 року. Проте у луцькому клубі футболіст не зумів проявити свої найкращі якості, та зіграв лише в одному матчі у вищій лізі, після чого вже у вересні цього ж року став гравцем друголігового клубу «Дністер» із Заліщиків, у якому грав до середини жовтня цього року, а пізніше до кінця року повернувся до складу чортківського «Кристала». З початку 1994 року Віталій Кіцак грав у складі столичного армійського клубу ЦСК ЗСУ, перейменованого пізніше на ЦСКА, який на той час грав у третій лізі, а наступного сезону виграв турнір третьої ліги, та піднявся до другої ліги. У армійському клубі Кіцак грав до кінця 1995 року, а з початку 1996 року повернувся до складу «Кристала», у якому грав до кінця 1996 року. З початку 1997 року футболіст знову спробував свої сили у найвищому українському дивізіоні, де зіграв 13 матчів за вінницьку «Ниву». За півроку футболіст знову повернувся до «Кристала», де грав до кінця 1997 року.
З початку 1998 року Віталій Кіцак вирішив спобувати свої сили в казахському чемпіонаті. Першим його клубом у Казахстані став клуб місцевого найвищого дивізіону «Іртиш» (Павлодар). У складі цього клубу, діями якого керував відомий у минулому казахський футболіст Ваїт Талгаєв, Кіцак відразу ж став володарем Кубку Казахстану та бронзовим призером чемпіонату. Наступні два сезони футболіст провів у іншому казахському клубі — «Кайсар», в якому в перший рік свого перебування знову став володарем Кубка Казахстану. Наступним клубом Віталія Кіцака став «Атирау» з однойменного міста, у складі якого футболіст двічі ставав срібним призером казахської першості, а в сезоні 2002 року став кращим бомбардиром команди з 11 забитими м'ячами. Тренер «Атирау» Ваїт Талгаєв, який переходив на роботу до грозненського «Терека», і з яким Кіцак працював у інших казахських клубах, запросив Кіцака до чеченського клубу. Однак футболіст відмовився, і вирішив залишитись у Казахстані, ставши гравцем «Актобе» з однойменного міста. Спочатку клуб із заходу країни виступав невдало, проте із приходом до керівництва командою відомого в минулому футболіста Вахіда Масудова почався поступовий підйом команди по щаблях турнірної таблиці. Наступного року «Актобе» уперше став чемпіоном Казахстану, а Кіцак став капітаном команди. Для продовження виступів у казахській першості футболіст прийняв казахське громадянство. Наступного року клуб став срібним призером, проте із приходом нового тренера Володимира Муханова розпочалось оновлення складу команди, і Кіцак вимушений був покинути команду. Після відходу з «Актобе» футболіст по одному сезону грав за казахські команди вищого дивізіону «Жетису» і «Мегаспорт». У 2008 році футболіст повернувся в Україну, де грав за низку аматорських клубів Тернопільщини.

## Після закінчення футбольної кар'єри
Після закінчення виступів на футбольних полях Віталій Кіцак деякий час займався бізнесом на Тернопільщині, проте пізніше повернувся в Казахстан, де працював тренером ДЮСШ в Актобе.

## Особисте життя
За словами Віталія Кіцака, у нього є двоє синів і двоє дочок. Старший син Віталія Кіцака, Олександр Кіцак, також є футболістом, грав у першій українській лізі за клуб «Тернопіль», натепер є футболістом аматорської тернопільської «Ниви».

## Досягнення
- Чемпіон Казахстану (1):

«Актобе»: 2005
- Володар кубка Казахстану (2):

«Іртиш» (Павлодар): 1998
«Кайсар»: 1999